# 663
Cette page concerne l'année 663  du calendrier julien. Pour l'année 663 av. J.-C., voir 663 av. J.-C.
L'année 663 est une année commune qui commence un dimanche.

## Événements

### Asie
- 27 - 28 août : bataille de Hakusukinoe[1]. L'empereur du Japon Tenji envoie une armée commandée par Abe no Hirafu pour soutenir le royaume coréen de Paekche, qui est écrasée par le royaume rival de Silla avec l’appui de la Chine sur la rivière Baekgang.

- Les Arabes occupent temporairement Kaboul[2].

- Première ascension du Mont Fuji par le moine bouddhiste En no Gyōja[3].

### Europe
- Printemps : l'empereur Constant II débarque ses troupes à Tarente et entreprend la reconquête du duché lombard de Bénévent avec des renforts napolitains. Il profite des querelles religieuses et des usurpations militaires qui agitent l’Italie et l’Afrique pour prendre quelques places aux Lombards. Il tente de reprendre Bénévent mais doit lever le siège après l'intervention du roi des Lombards Grimoald. Il part pour Naples et subit en route une défaite par le comte de Capoue Mitola sur le fleuve Calore en Campanie. Son général Saburrus connait un nouveau revers à la tête de troupes napolitaines à Forino[4].
- 5 juillet : Constant II se rend à Rome où il est reçu en grande pompe par le pape Vitalien, puis pille la ville. Après 12 jours, il retourne à Naples, puis de nouveau battu par les Lombards à Reggio de Calabre il s’installe début septembre à Syracuse où il peut compter sur sa flotte[4].

- Les troupes franques envoyées en Italie par la reine Bathilde pour aider le roi lombard déchu Perthari à remonter sur le trône, sont battues à Refrancore, près d'Asti, par les troupes du roi usurpateur Grimoald[5].